# Otello Profazio
Otello Profazio   (Rende, 26 de desembre de 1934 - Reggio de Calàbria, 23 de juliol de 2023) va ser un cantautor i narrador italià del gènere folklòric.

## Biografia
Des de molt jove va sentir la necessitat de recollir i divulgar el ric patrimoni de cançons, llegendes i poesies tradicionals del sud d'Itàlia, inclosa Sicília. En quaranta anys de recerques etnomusicals, va reinterpretar nombroses cançons tradicionals de la seva Calàbria natal, Puglia, Basilicata i poemes en llengua siciliana de Ignazio Buttitta. Durant les dècades dels seixanta i setanta, va participar en nombrosos programes de ràdio i va grabar una extensa discografia. Les seves cançons, que en un primer moment podien semblar alegres, frívoles o escandaloses, eren en realitat cants de protesta, lluita contra la injustícia i crítica social. L'any 1964, durant el programa de televisió Questo e quello, presentat per Giorgio Gaber, va cantar juntament amb Enzo Jannacci, Silverio Pisu, Lli Toffolo i el mateix Gaber, la cançó anarquista de Pietro Gori Addio, Lugano bella.
Durant 15 anys va escriure la columna setmanal Profaziate en el diari Gazzetta del Sud. Aquesta columna va continuar en forma de píndoles televisives en Vídeos Calàbria. Va continuar fent concerts, amb actuacions a tot el món.
Se'l considera un dels cantants dialectals més importants del sud d'Itàlia. Va rebre un disc d'or després d'haver venut més d'un milió de còpies de l'àlbum titulat Qua si campa d'ària, i continua essent l'únic cantant del gènere folklòric que ha aconseguit aquesta fita.

## Discografia parcial

### Àlbums
- 1963: Calabria (Fonit Cetra, LPP 12)
- 1964: Profazio Canta Buttitta: il treno del sole (Fonit Cetra, LPP 29)
- 1965: Storie e leggende del Sud (Fonit Cetra, LPP 52)
- 1966: I paladini di França (Fonit Cetra, LPP 132)
- 1967: Arie e danze del Sud (Fonit Cetra, LPP 138)
- 1969: L'Itàlia cantata dal Sud (Fonit Cetra)
- 1971: Sollazzevole (Fonit Cetra, LPP 188)
- 1972: Gabriella, i suoi amici...e tanto folk (RCA Italiana)
- 1973: Gesù, Giuseppe e Maria (Fonit Cetra, LPP 209)
- 1973: Il brigante Musolino (Fonit Cetra)
- 1974: Qua si campa d'aria (Fonit Cetra, LPP 241)
- 1976: Amuri e pilu (Fonit Cetra, LPP 301)
- 1976: Calàbria (Elca Sound; ristampa dell'album del 1963)
- 1978: Scibilia Nobili (Fonit Cetra, LPP 354)
- 1978: Patti Marina in Sicilia (Fonit Cetra, LPP 378)
- 1978: Fra Scilla e Cariddi
- 1978: Mannaja all'ingegneri
- 1979: Guardavalle in Calabria (Fonit Cetra, LPP 377)
- 1979: Petina degli Alburni in Campania
- 1979: Cassano Jonio in Calabria (Fonit Cetra, LPP 393)
- 2003: Il brigante Musolino (MC,CD) reeditat, amb la veu autèntica del brigante Musolino
- 2006: Il filo di seta
- 2016: La ballata del bergamotto e tante altre... (Elca Sound)
- 2017: L'Orologio della Passione (Elca Sound)
- 2018: La storia (Squilibri)

### 78 rpm
- 1r març 1957: Dl. briganti Musulinu/Ciuriddu de' stu corals (Cetra, DC 6745)
- 6 de maig de 1955: Calabrisella/Qui bellu mussu (Cetra, DC 6271)
- 18 de març de 1953: O figghiu du mastru pettinaru/O Ciucciu (Cetra, DC 5686)

### 45 rpm
- 1959: Dl. spaccuni/Ahi ahi ahi (SP 449)
- 1961: Faciti trencada/Zza' Marianna (SP 1058)
- 1965: La leggenda di Colapesce/Il riscatto della bella (Fonit Cetra, SPD 493)
- 1966: Pastorale natalizia/Tarantella cantata (Fonit Cetra, SPD 603)
- 1967: Garibaldi popolare/Parlament... Parlament... - La Lleva (Fonit Cetra, SPD 606)
- 1968: Hanno ammazzato a Kennedy/Lamento di Zappatore (Cetra, SPD 608)
- 1968: Ballata del cinema/Giovane ventenne (Cetra, SPD 626)
- 1968: Amuri/La crozza (Fonit Cetra, SPD 627)

## Premis
- Disc d'or per a Qua si campa d'ària en 1974.
- Premi Pitrè, premi cultural sicilià.
- Premi Tenco 2016.

## Obres
- Le cento e più Profaziate, Edicions P&M – Messina
- Qua si campa d'ària: il secondo lliuro delle Profaziate, Edicions P&M – Messina
- Magna Magna Grècia: il terzo lliuro delle Profaziate, Laruffa Editor – Reggio Calàbria
- Carrialandi e affini": il quarto lliuro delle profaziate, Laruffa Editor – Reggio Calàbria
- L'orologio della passione, Città del Sole Edizioni – Reggio Calàbria